# Run (film)
Run – bollywoodzki film akcji z 2004 roku wyreżyserował go operator Jeeva, autor 12B. To remake jego własnego tamilskiego filmu z 2002 roku (z Madhavanem i Meera Jasmine w rolach głównych). Film tamilski cieszył się większą popularnością niż jego remake w hindi (szczególnie wysoko oceniono muzykę Vidyasagara w porównaniu z muzyką w filmie hindi).

## Motywy kina indyjskiego
- Allahabad * Delhi (Rang De Basanti, Fanaa) * błogosławieństwo * relacja ze szwagrem (Więzy miłości) * ślub hinduski * autobus * zakochani * college (Jestem przy tobie) * w świątyni (Boys, Murari) * modlitwa * szpital (Dil Chahta Hai) * gangster * bójka * zakładnik * motor (Saathiya, Deewana) * Tadź Mahal (Salaam-e-Ishq: A Tribute To Love, Ogień) * w kinie (Satya, Lajja) * łapówka * wypadek (Nijam) * aranżowane małżeństwo (Vivah, Saathiya) * sierota * błogosławieństwo * bójka

## Fabuła
Siddarth (Abhishek Bachchan) opuszcza matkę i Allahabad przyjeżdżając na studia do Delhi. Już pierwszego dnia wzbudza w nim zachwyt nie tylko miasto, ale i spotkana przypadkowo w autobusie dziewczyna. Jhanvi (Bhoomika Chawla) ma jednak swoje powody, by nie pozwolić Sidhu na zbliżenie się do siebie. Dziewczyna jest pilnie strzeżona przez swojego brata... gangstera. Zakochując się w Jhanvi Sidhu naraża na niebezpieczeństwo nie tylko siebie, ale też życie siostry i szwagra (Mukesh Rishi), u których mieszka.

## Obsada
1. Abhishek Bachchan – Siddharth (Sidhu)
2. Bhoomika Chawla – Jhanvi Choudhry
3. Ayesha Julka – siostra Sidhu
4. Mukesh Rishi – Rajeev, szwagier Sidhu
5. Mahesh Manjrekar – Ganpat
6. Vijay Raaz – Ganesh

## Muzyka i posenki
Muzykę skomponował Himesh Reshammiya, nominowany za muzykę do filmów: Humraaz (2002), Tere Naam (2003), Aksar (2006), Aashiq Banaya Aapne', autor muzyki do takich filmów jak Aitraaz, Dil Maange More, Vaada, Blackmail, Yakeen, Kyon Ki, Shaadi Se Pehle, Chup Chup Ke, Dil Diya Hai, Namastey London, Ahista Ahista, Shakalaka Boom Boom, Apne, Maine Pyaar Kyun Kiya?, Silsilay, 36 China Town, Banaras – A Mystic Love Story, Dil Ne Jise Apna Kahaa, Fool and Final, Good Boy Bad Boy, Welcome i Karzzzz.
- Sarki Chunariya Re Zara Zara
- Tere Aane Se – Remix
- Dil Mein Jo Baat Hai
- Tere Aane Se Aaye
- Chain Ho Chain Ho
- Nahi Hona Nahi Hona
- Bade Nazuk Daur Se
- Tere Mere Pyar Ke Chand